# Rex Bell
Rex Bell, de son vrai nom George Francis Beldam, est un acteur américain (16 octobre 1903 - 4 juillet 1962) qui commença sa carrière au cinéma comme doublure et cascadeur avant de devenir une des premières stars du western américain.
Il épouse l'actrice Clara Bow, vedette du film It en 1931, et ils restent ensemble dans la distribution de plusieurs films des années 1930. Après 1944, Bell quitte Hollywood et passe ses derniers jours sur son ranch dans le Nevada ; il est élu lieutenant-gouverneur de cet État en 1954 puis réélu aux élections de 1959. Il est candidat au poste de gouverneur au moment de son décès.

## Filmographie partielle
- 1929 : Ils voulaient voir Paris (They Had to See Paris) de Frank Borzage
- 1930 : True to the Navy de Frank Tuttle
- 1930 : Courage d'Archie Mayo
- 1934 : The Tonto Kid de Harry L. Fraser